# Army Plots (1641)
Die Army Plots (deutsch etwa: „Armee-Verschwörungen“) von 1641 waren zwei tatsächliche oder vermutete Versuche der royalistischen Unterstützer von Karl I. von England am Vorabend des Englischen Bürgerkriegs das Militär zu benutzen, um die königsfeindliche Abweichler des Englischen Parlaments einzuschüchtern. Der Plan war, die in York stationierte Armee nach London (später Portsmouth) zu verlegen und damit die königliche Autorität wieder zu stärken. Es wurde auch behauptet, dass die Verschwörer französische Militärhilfe suchten und planten, Städte zu erobern und zu befestigen, um  sie zu königstreuen Festungen auszubauen.
Die Aufdeckung der Verschwörungen durch führende Parlamentarier wie John Pym ermöglichte es der königskritischen Fraktion des Parlaments, die Oberhand zu gewinnen, indem sie viele Anhänger des Königs, einschließlich seiner Frau Henrietta Maria, einsperrte oder ins Exil zwang. Laut dem Historiker Conrad Russell bleibt unklar, „wer da mit wem verschwörte, um was zu machen“ und dass „die Verschwörungen von Karl I. so wie die Liebhaber seiner Großmutter die Fähigkeit besitzen in der Erzählung zu wachsen“.

## Erster Army Plot

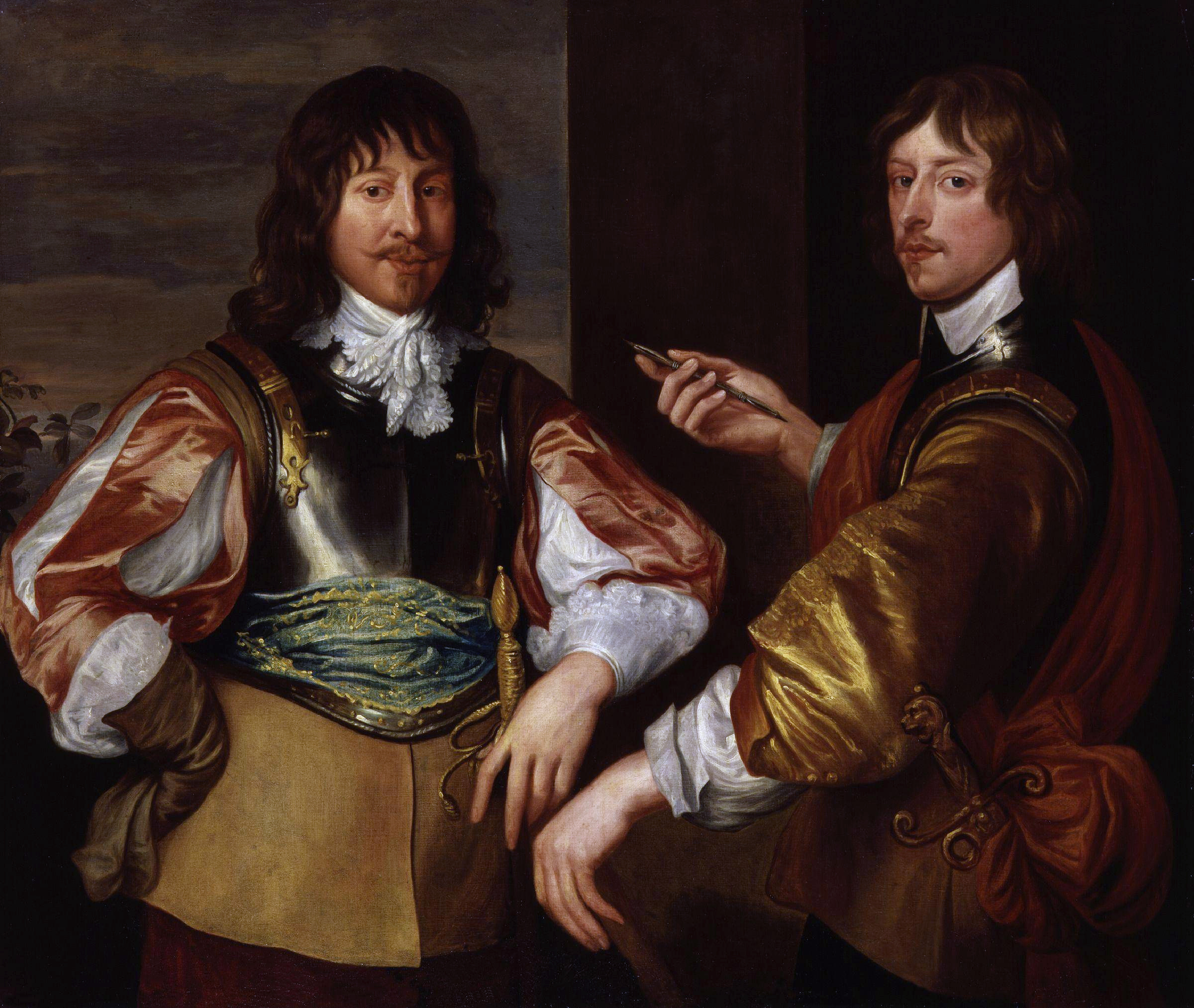
George Goring (rechts) mit Mountjoy Blount, welcher die erste Verschwörung aufdeckte

Der sogenannte „First Army Plot“ entwickelte sich in der Zeit zwischen März und Mai 1641. Es entstand, nachdem die Unzufriedenheit in der englischen Armee mit dem Parlament zunahm. Denn der schottische Armee wurden zuvor Gelder zugewiesen, die zuvor für die englische Militär bestimmt waren. Der königstreue Kavallerieoffizier George Goring schlug vor, dass die Armee in York nach Süden marschieren sollte, um das Parlament einzuschüchtern.
Die königstreuen Dramatiker William Davenant (ab 1660 ein namhafter Theaterleiter) und John Suckling zusammen mit Henry Jermyn, 1. Earl of St. Albans, einen royalistischen Mitglied des Parlaments, unterstützten die Verlegung und erwarteten auch den Tower of London in Besitz nehmen zu können. Dies war verbunden mit dem Plan zur Befreiung eines vom Parlament zum Tode verurteilten Anhängers des Königs. Es handelte sich um Thomas Wentworth, 1. Earl of Strafford, ebenfalls königstreuer Parlamentarier und früherer Statthalter Irlands, welcher im Tower inhaftiert war. In der Zwischenzeit plante Henry Percy, Baron Percy of Alnwick, ein weiterer dem Parlament angehörender Royalist, von den Vorgenannten unabhängig, beim Parlament eine Petition zur finanziellen Unterstützung der Armee einzureichen.
Bei einem Treffen mit dem Königsehepaar erörterten Percy und Goring den Vorschlag den Hauptteil der Armee nach Süden zu verlegen. Gerüchte machten bald die Runde, wonach der König das Truppenkommando übernehmen würde und französische Truppen zur Unterstützung gesandt würden. Allerdings lehnte die militärische Führung den Vorschlag ab und so wurde er verworfen. Goring setzte Mountjoy Blount, 1. Earl of Newport über die gescheiterten Pläne in Kenntnis. Blount gab dies Information im April 1641 auf indirektem Wege weiter an den Parlamentsvorsitzenden John Pym. Gleichwohl setzten Davenant und Suckling ihre Pläne zur Besetzung des Towers fort. Königstreue Soldaten standen bereits an ihren Positionen bereit; allerdings bekam das Parlament Wind von der Sache und deren Soldaten übernahmen die Kontrolle und verstärkte Bewachung des Towers und seiner Gefangenen.
In der nachfolgenden Untersuchung wurden viele Anschuldigungen erhoben, wonach der König und seine Gattin beabsichtigten französische Militärhilfe zu erhalten. Des Weiteren wurde erklärt, dass die Königin ihr persönliches Geld in die, Goring unterstehende, Marinebasis von Portsmouth umgeleitet haben soll, um sie und die Stadt in eine königliche Festung zu verwandeln. Es wurde auch nachgewiesen, dass der König Geld einsammelte, um hohe Militärs für sich zu gewinnen.
Kurz nach Aufdeckung des Plots wollte Percy nach Frankreich fliehen, wurde jedoch von der Landbevölkerung in Sussex angegriffen und verwundet. Er gelang ihm sich für einige Zeit zu verstecken. Er schrieb einen Brief an seinen Bruder, in dem er sich als unschuldig darzustellen suchte und andere dabei belastete. Diesen Brief nutzten die Parlamentarier später als Beweis für die reale Existenz der Verschwörung. Die Royalisten werteten diesen Brief Percys als Verrat am König. Aber auch Goring distanzierte sich öffentlich von den Plänen von Davenants und Sucklings und unterwarf sich dem Parlament. Dies erlaubte ihm, die Kontrolle über die Marinebasis in Portsmouth zu behalten. Davenant, Jermyn und Suckling gelang die Flucht nach Frankreich, jedoch starb Suckling kurz darauf; ein Selbstmord wird angenommen. Das Scheitern der Verschwörung trug zur Verurteilung und Hinrichtung von Strafford als Verräter bei und entfremdete viele gemäßigte Royalisten vom König.

## Zweiter Army Plot

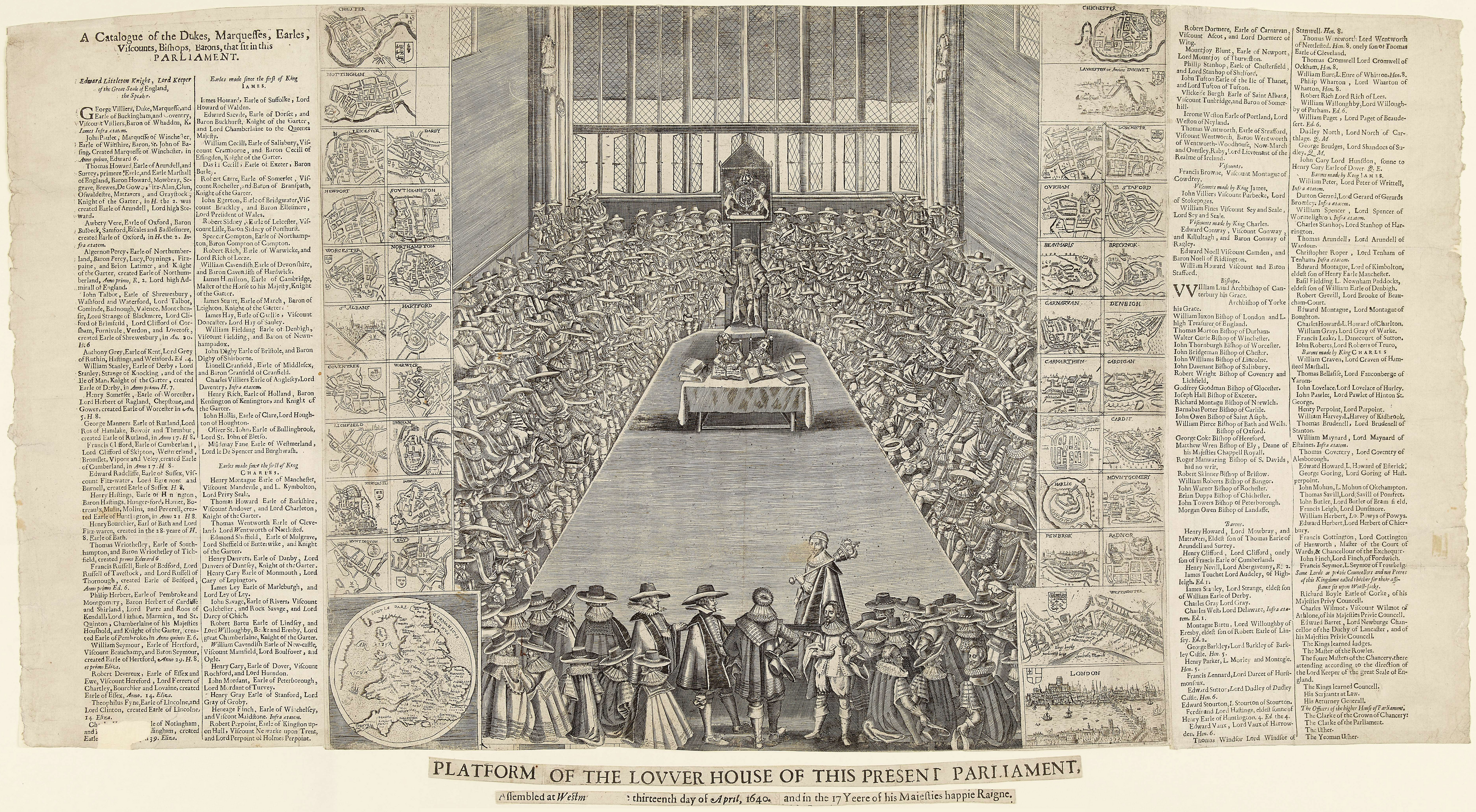
Das Lange Parlament in einer Sitzung, 1640

Einige Monate nach dieser ersten Verschwörung, tauchten Anklagen auf, die einen zweiten Plot beschrieben. Nach diesen soll sich die Armee zur Unterstützung des Königs in Richtung Süden (Portsmouth) in Bewegung gesetzt haben. Im Mai sandte der König den ihm ergebenen irischen Offizier Daniel O’Neill, um  den Generälen vorzuschlagen, sie könnten ihre Truppen nach Süden verlegen, um den König und gemäßigte Parlamentarier zu „beschützen“. O’Neill versuchte auch sicherzustellen, dass die schottischen Führer neutral blieben (Schottland war zwar immer noch ein separates Königreich, aber Charles Stuart war sowohl in England als auch in Schottland König).
Pym bemühte sich seinerseits um Unterstützung der lokalen Militäreinheiten und wollte sie vor dem geplanten Schritt in Alarmbereitschaft versetzen. Jedoch fand er erneut keine ausreichende Unterstützung unter den Befehlshabern.
William Legge, der sich bereits nach der ersten Verschwörung als Beschuldigter einem Verhör unterziehen musste, war auch direkt an der zweiten beteiligt. Zusammen mit zwei anderen Parlamentsmitgliedern wurde Henry Wilmot, 1. Earl of Rochester im Dezember 1641 wegen angeblicher Mitschuld an dieser zweiten Verschwörung aus dem Langen Parlament ausgeschlossen und verhaftet. O’Neill floh nach Frankreich, kehrte aber bald zurück und wurde verhaftet. Diesmal wurde Percy im Dezember ebenfalls aus dem Unterhaus ausgeschlossen, wonach auch er nach Frankreich ging.

## Die Folgen
Die zwei Army Plots trugen dazu bei, dass sich beide Konfliktparteien in ihrer Haltung zueinander verhärteten und stärkten zudem das Selbstvertrauen der Parlamentarier, da sie jetzt wussten, wie sich das Militär zum König verhalten würde. Pym vermochte es zudem die Bedingungen für Milizen und pro-parlamentarische Fraktionen zu schaffen, um die von Royalisten bedrohte Städte zu verteidigen. Führende Royalisten wurden entweder ins Exil gezwungen oder ihres Einflusses beraubt, was die Macht des Parlaments weiter stärkte. Die Ereignisse machten zunehmend deutlich, dass der König seinen Willen nicht mit Androhung von Gewalt durchsetzen konnte.
Sein Versuch, seine führenden Gegner im Parlament, nun ohne Unterstützung des Militärs, im Januar 1642 zu verhaften, war ein kläglicher Fehlschlag. Er floh einige Tage aus London und zog sich auf seine Festungen in den Midlands zurück. Die Königin verließ das Land. Als Karl I. seine Absicht zum Kampf verkündete, stellte sich Goring, der immer noch die Kontrolle über Portsmouth hatte, sofort auf die Seite seines Königs. Jermyn und Davenant kehrten nach England zurück um ihrem König beizustehen. O’Neill gelang es 1642 in Frauenkleidern aus dem Gefängnis zu fliehen und stellte sich ebenfalls an die Seite der Royalisten. Auch Percy wollte unterstützen, wurde aber möglicherweise von Karl zurückgewiesen, da er zuvor mit dem Parlament königstreue Mitstreiter verraten hat. Auch Wilmot, obgleich er sich in den ersten beiden Jahren des Englischen Bürgerkriegs tapfer und erfolgreich als Kavallerieoffizier an der Seite des Königs bewiesen hatte, fiel augenblicklich in Ungnade, als er heimlich Friedensverhandlungen mit dem Oberbefehlshaber der Parlamentsarmee Robert Devereux, 3. Earl of Essex aufnahm. Er wurde im August 1644 inhaftiert, angeklagt aber später, unter der Auflage das Land zu verlassen, begnadigt.